# Well (North Yorkshire)
Well – wieś w Anglii, w hrabstwie North Yorkshire, w dystrykcie (unitary authority) North Yorkshire. Leży 46 km na północny zachód od miasta York i 318 km na północ od Londynu.